# Tutto tranne le armi

     Paesi meno sviluppati
Tutto tranne le armi, in inglese Everything but Arms - EBA, è un sistema di agevolazioni tariffarie introdotto dall'Unione europea a favore di tutti i prodotti importati nell'UE da Paesi meno sviluppati: essi sono, infatti, esenti da dazi e quote fatta eccezione per gli armamenti. L'accordo EBA è entrato in vigore il 5 marzo 2001 mentre sono rimasti in vigore accordi transitori per banane, zucchero e riso fino a gennaio 2006, luglio 2009 e settembre 2009 rispettivamente. L'EBA è parte del sistema di preferenze tariffarie generalizzate GSP ("Generalized System of Preferences") dell'Unione europea. La lista aggiornata dei paesi che beneficiano di tali trattamenti preferenziali è fornita nell'Appendice IV della versione consolidata del Regolamento (UE) 978/2012. Lo scopo del sistema è quello di incoraggiare lo sviluppo delle economie dei paesi più poveri del mondo.
Lo stato di Samoa, essendo stato depennato dalla lista ONU dei paesi sottosviluppati nel 2014 (essendo divenuto un paese in via di sviluppo), è stato rimosso dalla lista dei beneficiari EBA il 1º gennaio 2019.
Il 16 gennaio 2019 l'Unione europea ha deciso di reintrodurre dazi di importazione sul riso proveniente da Cambogia e Myanmar, dal momento che le importazioni riso varietà indica da tali paesi era cresciuto dell'89% nelle ultime 5 stagioni di raccolta del riso. Allo stesso tempo, i prezzi si sono abbassati considerevolmente rispetto a quelli dell'Unione europea. Ciò ha causato alcuni problemi ai produttori di riso interni all'Unione europea, al punto che la loro quota di produzione è scesa dal 61% al 29%.

## Storia
La decisione GATT IV.D.3, risalente al 28 novembre 1979, ha fornito la base per trattamenti preferenziali nei confronti dei paesi sottosviluppati. La prima proposta di un accordo EBA ebbe inizio il 20 settembre 2000, allorché la Commissione europea propose l'abolizione di tariffe e quote per tutti i prodotti che entranti nello spazio UE e provenienti da paesi sottosviluppati. Il trattamento preferenziale favorisce i paesi sottosviluppati che, tra le altre cose, rispettano le convenzioni internazionali sui diritti umani. A tal proposito, le agevolazioni tariffarie concesse alla Cambogia sono state di recente sospese su alcuni suoi prodotti a causa di "consistenti e sistematiche violazioni dei diritti umani codificati all'interno della Convenzione internazionale sui diritti civili e politici".